# 中国航空工业第一集团
中国航空工业第一集团（China Aviation Industry Corporation I）简称中国一航或AVIC I，是一家曾经存在的中华人民共和国国有飞机制造商。该公司成立于1999年7月1日，由当时的中国航空工业总公司分拆而成。中国航空工业公司的另一部分组建为中国航空工业第二集团公司（中国二航或AVIC II）。2008年11月6日中国一航与中国二航合并为中国航空工业集团公司。
中国一航致力于制造大型的飞机，如战斗机（歼-5、歼-6、歼-7、歼-8、歼-8Ⅱ），轰炸机（轰-6、歼轰-7），中型商用飞机（ARJ-21“翔凤”）等。

## 子公司
- 中航工业沈阳飞机工业（集团）有限公司
- 中航工业成都飞机工业（集团）有限责任公司
- 中航工业西安飞机工业（集团）有限责任公司
- 中航工业贵州航空工业（集团）有限责任公司
- 上海航空工业公司，该公司已与其他公司合并组建中国商用飞机有限责任公司，一航占该公司总股份的21.05%。